# Coryphistes interioris
Coryphistes interioris är en insektsart som beskrevs av Johann Gottlieb Otto Tepper 1896. Coryphistes interioris ingår i släktet Coryphistes och familjen gräshoppor. Inga underarter finns listade i Catalogue of Life.